# Tiglatpalasar al III-lea
Tiglatpalasar al III-lea a fost un rege al Asiriei între anii 745 î.Hr.  și 727 î.Hr.. El este și un personaj biblic sub numele de Pul (Cartea a doua a Regilor 15, 19, Cronici I ,5,26  sau Tilget Pilneser(Cronici I 5, 26). A ajuns la conducerea statului asirian după o perioadă de criză care a durat aproximativ 100 de ani. În primii ani ai domniei s-a ocupat de reorganizarea armatei, administrației și a finanțelor. După aceea s-a implicat în campaniile de cucerire, care l-au făcut celebru în istorie, nu atât datorită victoriilor, ci în special datorită cruzimii față de populațiile locale cucerite. Tiglatpalasar a reușit să obțină o serie de victorii zdrobitoare împotriva regelui statului Ararat (Urartu) Sarduri al II-lea, capturând astfel teritoriile din nordul Mesopotamiei și nordul Siriei. Cea mai importantă acțiune a sa a fost cea împotriva Babiloniei. După ce a cucerit Babilonul, s-a încoronat în anul 729 î.Hr., sub numele de Pulu.  

## Origine

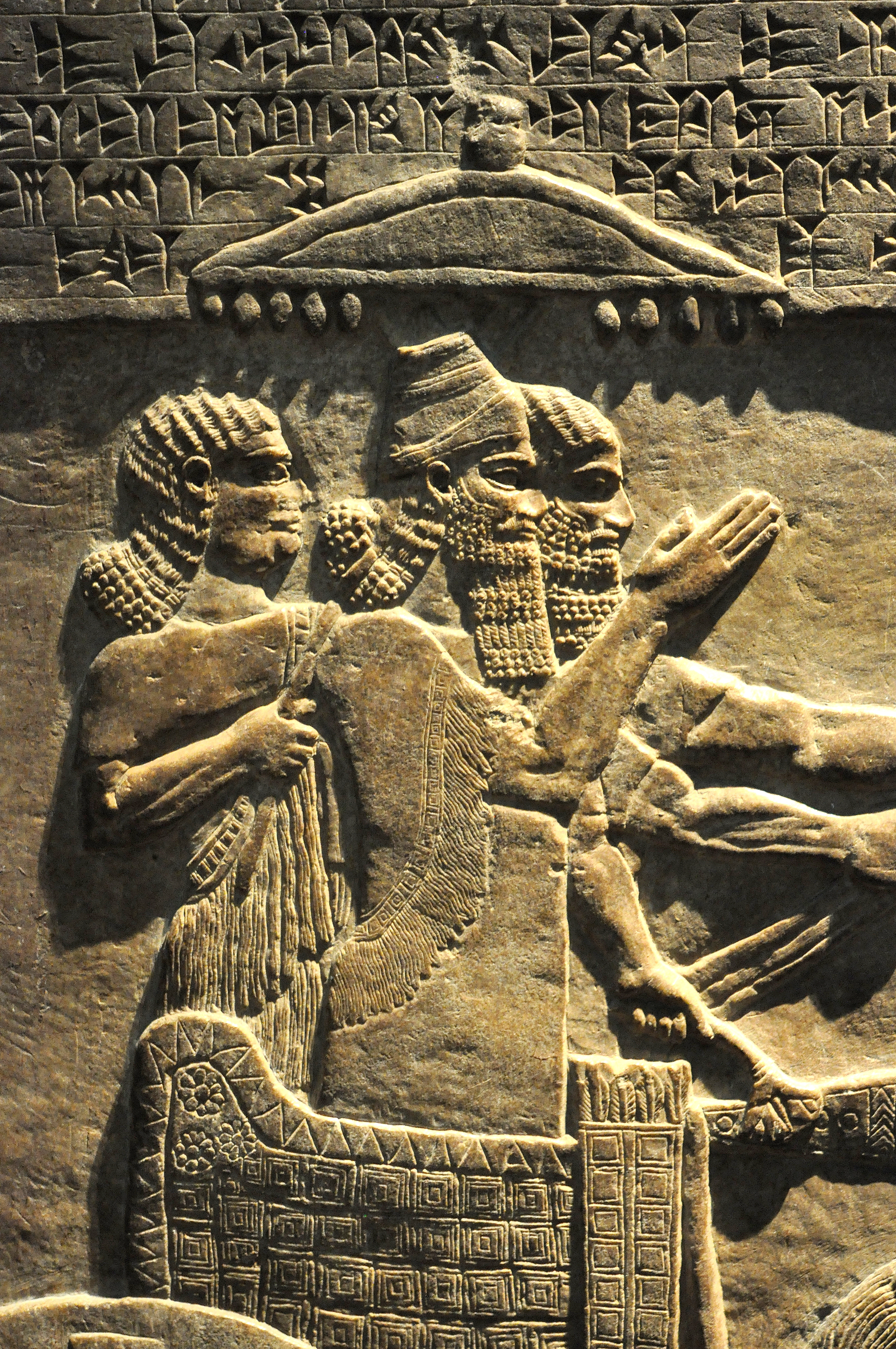
Tiglatpalasar al III-lea, un barelief în alabastru din palatul regal în Nimrud

La început guvernator al orașului Kalhu (Nimrud sau Kalah în Biblie) și general, uzurpatorul Pulu și-a luat numele de tron Tiglatpalasar, purtat mai devreme de către doi predecesori cu mai multă legitimitate. În inscripțiile sale pretinde că este fiu al lui Adad-nirari al III-lea (a domnit între 811 și 783 î.Hr.), dar veridicitatea acestor afirmații nu este sigură. A urcat pe tron printr-o lovitură de stat sângeroasă în mijlocul unui război civil în ziua a 13-a a lunii ayaru 845 î.Hr., vechea familie regală fiind omorâtă. Ca să asigure stabilitatea țării, noul monarh a pornit pe calea extinderii imperiului său. Identificarea lui Pul din Biblie (Cartea a Doua a Regilor 15:19) cu Tiglatpalasar este sprijinită prin descoperirea inscripției feniciene din Incirli (provincia Kahramanmaraș, Turcia), care îl menționează pe „Pu'lu, mare rege al Asiriei".

## Reforme
După urcarea sa pe tron Tiglatpalasar a realizat o serie de reforme care i-au permis să reinstituie hegemonia asiriană în Orientul Apropiat. 
Prima dintre aceste reforme viza reducerea puterii marilor demnitari asirieni, care de-a lungul domniilor predecesorilor săi a devenit excesivă. Demnitari precum Șamși-ilu, care a fost turtanu (general) și a deținut funcții importante de pe timpul lui Adad-nirari al III-lea, deseori purtau războaie cu de la sine putere și își înălțau stele comemorative proprii fără să mai menționeze numele regelui. Începând cu inscripțiile sale cele mai timpurii (adică chiar de la începutul domniei) Tiglatpalasar consemnează regulat că a numit eunuci în calitate de guvernatori ai provinciilor (nou cucerite), înlăturând astfel pericolul că conducerea provinciilor va deveni ereditară. De asemenea a căutat să micșoreze puterea demnitarilor prin reducerea dimensiunilor provinciilor (în unele cazuri provinciile din nord au fost lărgite ca să înglobeze și teritoriile proaspăt cucerite), diminuând astfel resursele acestora în cazul dacă vor porni o răscoală.
A două reforma majoră a avut ca obiectiv armata. În locul unei oștiri formate preponderent din asirieni, care purta războaie doar în anotimpul cald, regele a înrolat un număr considerabil de luptători din rândul popoarelor subjugate. Aceștia formau mai ales pedestrimea ușoară, pe când asirienii formau pedestrimea grea, cavaleria și trupele de care de luptă. Ca urmare Imperiul Asirian a fost dotat cu o armată mult mai mare care putea porni în luptă în tot cursul anului. 

## Campanii

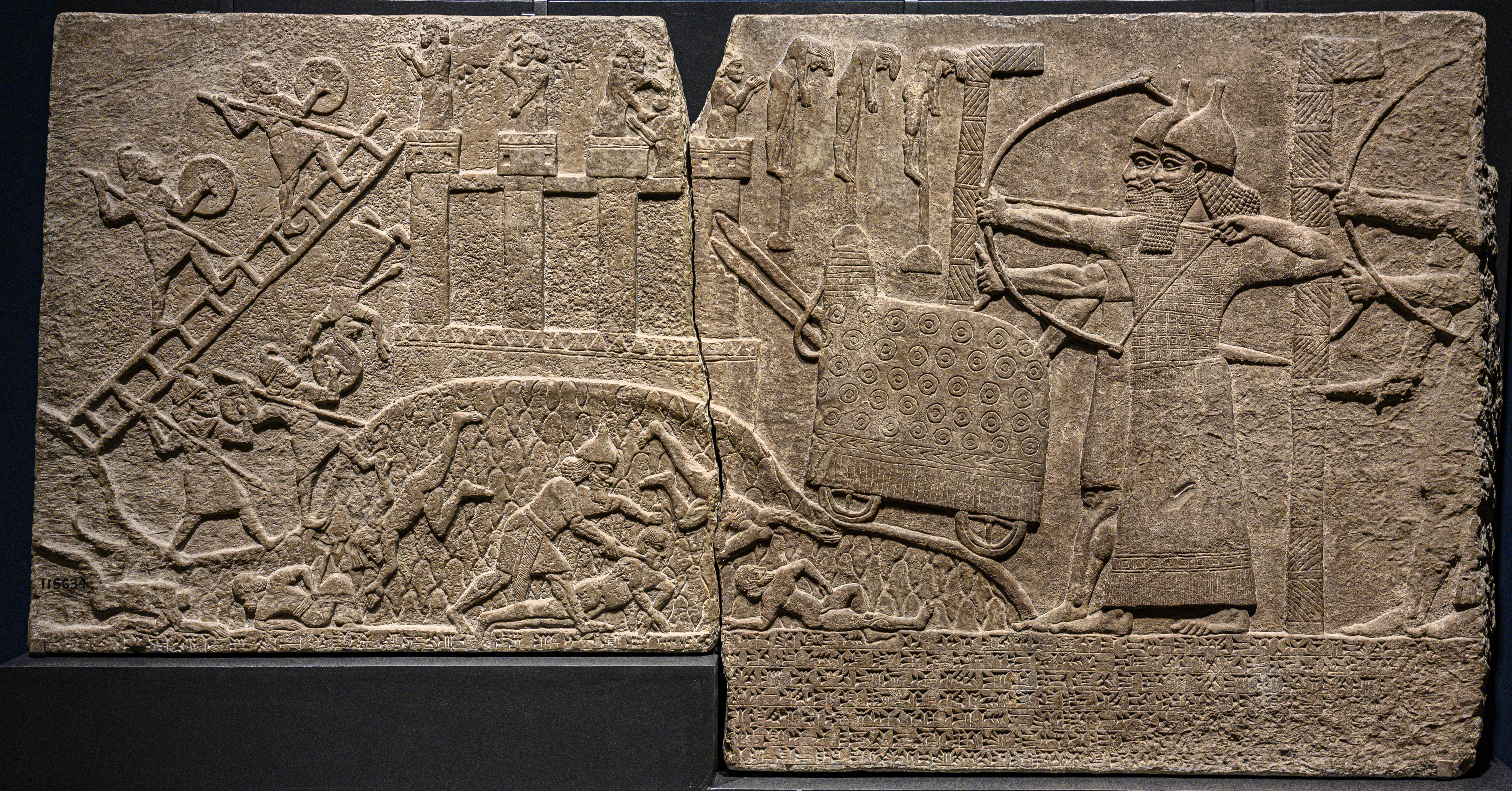
Tiglatpalasar al III-lea asediind un oraș numit U[pa?], posibil în Turcia.

Puterea asiriană în Orientul Apropiat a crescut considerabil ca rezultat al reformelor militare ale lui Tiglatpalasar și al campaniilor sale de cucerire. 
După ascensiunea sa pe tron el afirma (în analele din 745 î.Hr., primul an de domnie) că a anexat Babilonia de la „Dur-(Kuri)galzu, Sippar al lui Șamaș, ... orașele [Ba]biloniei până la râul Uqnu [pe coasta Mării de] Jos" (adică pe coasta Golfului Persic) și a numit un eunuc al său ca guvernator peste aceste teritorii. De asemenea în primul an de domnie a învins puternicul regat Urartu, care sub conducerea regelui Sarduri al II-lea și-a extins hegemonia asupra Asiei Mici, Siriei, Mesopotamiei de Nord și Iranului de Vest. Acolo a găsit cai neîntrecuți pentru carele sale de luptă.

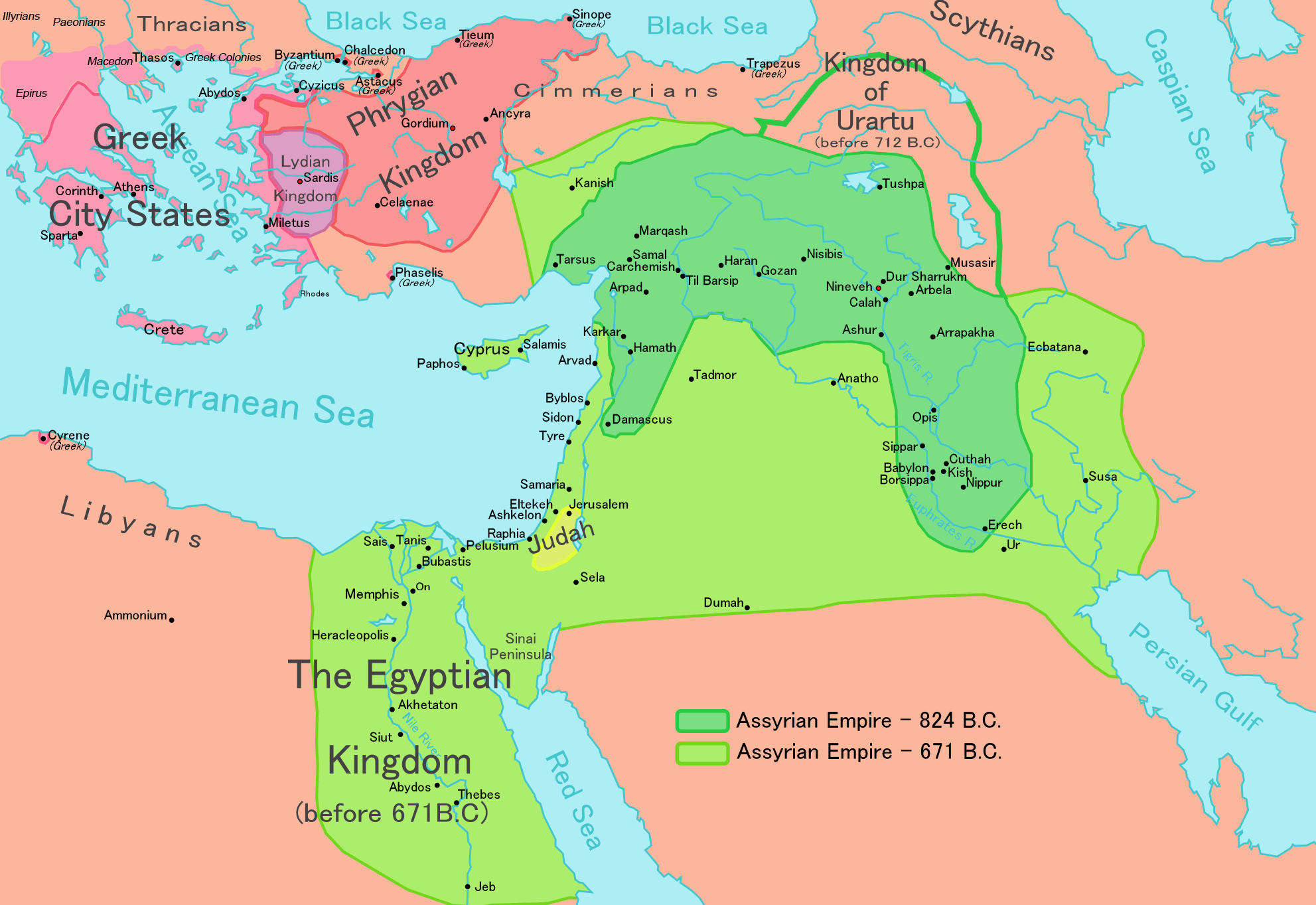
Harta Imperiului Neo-Asirian

După aceasta I-a învins și pe mezi, înainte de a supune regatele neo-hitite, Siria și Fenicia. A cucerit orașul Arpad (probabil orașul actual Tel Rifaat în Siria) în 740 î.Hr. după trei ani de asediu, l-a transformat într-o provincie condusă de unul dintre eunucii săi și i-a impus tribut orașului Hammath. Inscripțiile asiriene înregistrează în acest an și o victorie asupra Azariei, regele Iudeei. De asemenea a supus Damascul, pe arabii reginei Zabibe, pe Menahem, regele Israelului, și pe Azriyau, regele orașului neo-hitit Sam'al. În 737 și 736 î.Hr. i-a înfrânt din nou pe mezi și apoi pe perși, ocupând o parte considerabilă a Iranului. Conform inscripțiilor lui Tiglatpalasar mulți dintre locuitori au fost înrobiți și deportați în alte părți ale Imperiului Asirian, așa cum procedau și predecesorii săi. 
În octombrie 729 î.Hr. Tiglatpalasar a preluat controlul asupra Babilonului, capturându-l pe regele Nabu-mukin-zeri și punând să fie încoronat ca „regele Pulu al Babilonului".

## Posteritate

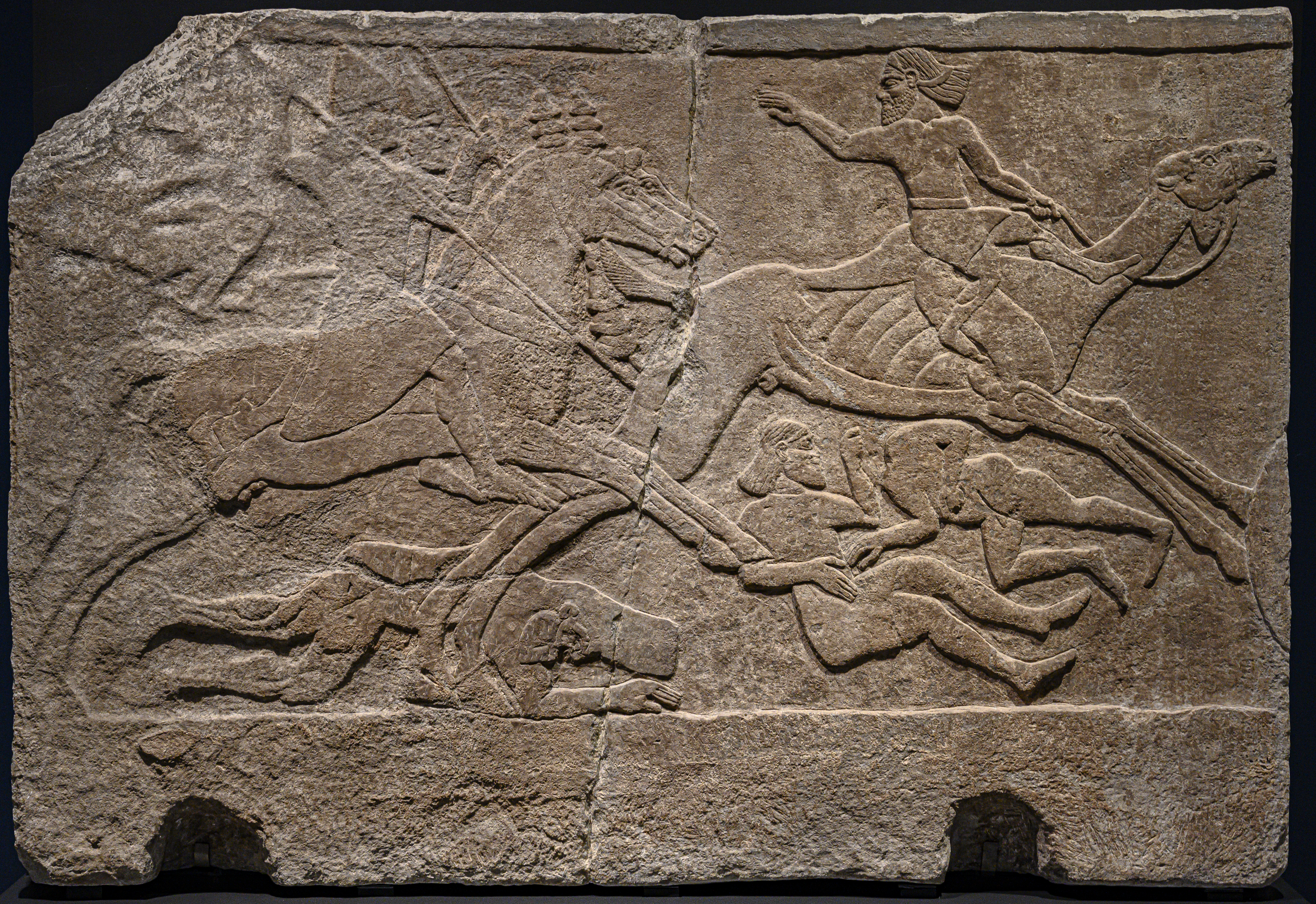
Relief asirian reprezentând o luptă cu călăreții de cămile, din Palatul Central din Kalhu (Nimrud), Tiglatpalasar al III-lea, 728 î.Hr., British Museum

Cuceririle și reformele lui Tiglatpalasar al III-lea au stabilit Regatul Neo-Asirian ca un imperiu adevărat. El a construit un palat regal în Kalhu (așa-numitul Palat Central), demolat mai târziu de Asarhadon. A pus ca analele sale să fie gravate de-a lungul bareliefurilor reprezentând realizările sale militare pe pereții de piatră ai palatului său.
A fost urmat la tron de fiul său Ululayu, care și-a luat numele regal Salmanasar al V-lea și a purtat campanii în Levant, a înfrânt Egiptul și a cucerit Samaria.